# Triumph 10/20
Der Triumph 10/20 war das erste Automobil, das die Triumph Motor Company fertigte. Es wurde von 1923 bis 1926 gebaut.
Dieser erste Triumph wurde 10/20 nach der Einteilung des Royal Automobile Club (RAC) in 10 Steuer-PS und 20 bhp benannt. Die Konstruktion wurde von Arthur Alderson unter Mithilfe von Alan Lea und Arthur Sykes durchgeführt. Sie waren bei Lea-Francis angestellt und Triumph musste pro gefertigtem Wagen eine Lizenzgebühr bezahlen. Das Automobil wurde von einem Vierzylinder-Reihenmotor mit stehenden Ventilen und 1.393 cm³ Hubraum angetrieben, der von Harry Ricardo konstruiert und mit einem einzelnen Zenith-Steigstromvergaser ausgestattet worden war. Der Motor entwickelte 23,5 bhp (17,3 kW) bei 3.000 min−1 und beschleunigte den Wagen bis auf 84 km/h. Der Benzinverbrauch betrug 7,1 l /100 km. Das Vierganggetriebe war in der Wagenmitte montiert und mit dem Motor durch eine kurze Kardanwelle verbunden.
Der Wagen wurde als 2-sitziger, offener Tourenwagen mit Ganzstahlkarosserie vorgestellt. Er war mit einem zusätzlichen Schwiegermuttersitz erhältlich, der nicht von Triumph, sondern von der Regent Carriage Company in London geliefert wurde. Bald kam ein Sportmodell mit aluminiumbeplankter Karosserie mit langen Kotflügeln dazu und 1924 gab es eine viersitzige Limousine mit Weymann-Karosserie, der eine einzelne Tür auf der Fahrerseite und zwei Türen auf der Beifahrerseite besaß. Der Radstand betrug 2591 mm, womit er (um 508 mm!) der größte der damaligen „Light Cars“ war. Es war das erste britische Serienfahrzeug, das mit hydraulischen Bremsen – allerdings zuerst nur hinten – ausgestattet war. Zusammen mit den Modellen 13/35 und Fifteen entstanden etwa 2.000 Stück. Der Verkaufspreis lag bei £ 430–460, was gegenüber beispielsweise einem Wolseley Ten, der £ 250 kostete, sehr teuer war.